# Pavel Hoftych
Pavel Hoftych (* 9. Mai 1967 in Ústí nad Labem) ist ein ehemaliger tschechischer Fußballspieler und heutiger Fußballtrainer. Seit 2022 ist er beim FK Mladá Boleslav im Amt.

## Spieler
Hoftych spielte in seiner Jugend für Český lev Neštěmice und Armaturka Ústí nad Labem. Seinen Wehrdienst absolvierte er bei VTJ Žatec, 1988 wechselte er in die erste tschechoslowakische Liga zu RH Cheb, wo er auf 21 Einsätze kam, in denen er zwei Tore schoss. Die nächste Station des Defensivspielers war der Zweitligist Mova Slušovice.
1992 wurde Hoftych von Svit Zlín verpflichtet, mit dem ihm im Juni 1993 der Aufstieg in die neu gegründete erste tschechische Liga gelang. In Zlín kam er auf weitere 63 Erstligaspiele, dabei schoss er ein Tor. Die Saison 1995/96 verbrachte er in der zweiten Liga beim FC Příbram, anschließend spielte Hoftych vier Jahre in der österreichischen Regionalliga Ost für den ASKÖ Klingenbach. Nach seiner Rückkehr nach Tschechien spielte er noch für Hanácká Slavia Kroměříž sowie Sokol Lůžkovice.

## Trainer
Hoftych startete seine Trainerlaufbahn als Trainer in der Jugendabteilung von seinem ehemaligen Verein Tescoma Zlín. Von 2001 bis 2006 war er Assistenztrainer und von 2001 bis 2003 auch Cheftrainer der B-Mannschaft. Diese beiden Positionen hatte er auch in der Saison 2006/07 beim 1. FC Slovácko inne, im November 2006 kehrte er als Cheftrainer nach Zlín zurück. Zur Saison 2008/09 übernahm Hoftych die Mannschaft von Bohemians 1905 Prag. Im Sommer 2011 wurde er Trainer beim slowakischen Erstligisten Spartak Trnava.